# 리타 길들이기 (영화)
《리타 길들이기》(Educating Rita)는 영국에서 제작된 루이스 길버트 감독의 1983년 드라마, 코미디 영화이다. 1980년에 윌리 러셀이 지은 동명의 희곡에 기반을 둔다. 마이클 케인 등이 주연으로 출연하였고 루이스 길버트 등이 제작에 참여하였다.

## 출연

### 주연
- 마이클 케인
- 줄리 월터스

### 조연
- 마이클 윌리엄스
- 모린 립먼
- 제넌 크로울리
- 말콤 더글러스
- 갓프레이 퀴글리

## 기타
- 공동제작: 윌리엄 P. 카트리지
- 배역: 웨스톤 드러리 주니어
- 배역: 누올라 모이셀